# Przemków
Przemków Ausspracheⓘ (deutsch Primkenau) ist eine Stadt in der Stadt- und Landgemeinde Przemków im Powiat Polkowicki der Woiwodschaft Niederschlesien in Polen. Sie ist Verwaltungssitz der Stadt- und Landgemeinde Przemków mit 8282 Einwohnern (Stand 31. Dezember 2020) und liegt etwa 25 Kilometer südwestlich der Kreisstadt Polkowice (Polkwitz).

## Geschichte
Das Gebiet von Primkenau gehörte zum Herzogtum Glogau und gelangte nach dem Tod des Herzogs Konrad II. 1273/74 an dessen jüngsten Sohn Primislaus/Primko I. Er errichtete vor 1289 eine Burg in einem slawischen Markt, den er nach Deutschem Recht umsetzte. Vermutlich erst nach Primislaus/Primkos Tod, der 1289 bei Siewierz fiel, wurde dieser Markt von Primkos Brüdern zum Gedenken an ihn in Przemków/Primkenau umbenannt. Erstmals urkundlich erwähnt unter dieser Ortsbezeichnung wurde es im Jahre 1305. Für das Jahr 1387 sind vier Handwerksinnungen nachgewiesen sowie das Braurecht für 63 Bierhöfe. 1484 wurde Primkenau nach Magdeburger Recht umgesetzt.
Primkenau war Sitz einer großen Grundherrschaft, die spätestens 1391 an das Adelsgeschlecht Rechenberg gelangte. Deren in Schlawa ansässige Linie erhielt 1611 unter Melchior von Rechenberg den böhmischen Freiherrentitel mit dem Namenszusatz „von Klitschdorf und Primbkenau“. 1656 wurde die Herrschaft Primkenau vergrößert mit der angrenzenden Herrschaft Petersdorf. Am 4. August 1692 verlieh der böhmische Landesherr Kaiser Leopold I. dem Georg Christoph Graf von Pruskaw (Proskau) dem Herrn von Primkenau, wie er in der Urkunde genannt wird, das Brauurbar und den Kretscham für die Herrschaft Primkenau sowie die Dörfer Lauterbach, Klein Gläsersdorf, Krampf und Petersdorf. Im September 1705 ist Georg Christoph von Proskau ein Reichsgraf und befreit den Magistrat und die jeweiligen Schützenkönige in den Orten von zu leistenden Hof- und Frondiensten. Von 1737 bis 1752 war Carl Albert Graf von Roedern im Besitz von Primkenau und Petersdorf. Durch eine Besitzablösung des Dobrauer Schlosses zwischen den Familien von Roedern und Seherr von Thoss um 1750, kam es letztendlich 1781 zum Ankauf von Primkenau und dessen Dörfer für ein Zehntel der ursprünglichen Kaufsumme von 213.333 Rheinischer Gulden durch das Adelsgeschlecht Seherr-Thoß. Zwischenzeitlich ging der Besitz an Heinrich IX. Graf Reuß, der sich nach 1772 in Primkenau einen neuen Wohnsitz errichtete. Graf Reuß starb 1780 und seine Erben verkauften Primkenau 1781 an Karl Ferdinand Siegmund Freiherr von Seherr-Thoß, der es bereits 1791 weiterverkaufte. Neuer Eigentümer wurde David Heinrich Freiherr von Bibran und Modlau, mit dessen Tod 1828 sein Geschlecht im Mannesstamm erlosch. Erbin wurde seine älteste Tochter Wilhelmine († 1850), verheiratet mit Benedikt von Block (Freiherr von Block-Bibran), der Primkenau 1853 dem Herzog Christian-August zu Schleswig-Holstein († 1869) verkaufte. Die Herzogsfamilie zog 1869 auf das Familienschloss Primkenau. Der Herzog erwarb von den Petersdorfer Bauern große zusammenliegende Wälder und Heideflächen, um repräsentative Jagden zwischen Primkenau und Sprottau zu veranstalten. Das Eisenhüttengewerbe baute und erweiterte der Herzog. Seine Enkelin Auguste Viktoria heiratete 1881 Prinz Wilhelm von Preußen, den späteren Kaiser Wilhelm II. So fand durch die Heirat mit dem Kaiserhaus von 1890 bis 1910 viel gesellschaftliches Hofleben in der Heidestädtchens statt. Der Schwager des Deutschen Kaisers, Herzog Ernst Günther († 1921), errichtete 1894/97 in Primkenau das neue Schloss nach einem Entwurf des Hofbaumeisters Ernst von Ihne. 1925 ging auch der größte Teil der Primkenauer Heide (8202 ha) über die Stadt Bunzlau an den Tabak-Industriellen Reemtsma über. 1931 gelangte die Herrschaft Primkenau durch Erbschaft an Kronprinz Wilhelm von Preußen auf Oels, der 1945 enteignet wurde.
Bereits 1742, nach dem Ersten Schlesischen Krieg, fiel Primkenau wie fast ganz Schlesien an Preußen. 1793 wurde die sogenannte Schlossgemeinde anstelle der Weinbergsiedlung errichtet; 1798 entstand die Glogauer Vorstadt und 1806 das Rathaus. Nach der Neugliederung Preußens gehörte Primkenau ab 1815 zur Provinz Schlesien und war ab 1816 dem Landkreis Sprottau eingegliedert, mit dem es bis 1945 verbunden blieb. 1874 wurde der Amtsbezirk Primkenau gebildet, dem die Landgemeinden Armadebrunn, Haselbach, Karpfreiß, Klein Gläsersdorf, Klein Heinzendorf, Krampf, Langen, Lauterbach, Neuvorwerk, Petersdorf, Primkenau, Schloßgemeinde, Weißig und Wolfersdorf und die Gutsbezirke Armadebrunn, Bruch Primkenau, Schloß und Oberwald, Haselbach, Klein Gläsersdorf, Klein Heinzendorf, Krampf, Langen, Lauterbach, Neuvorwerk, Petersdorf, Primkenau, Forst, Weißig und Wolfersdorf eingegliedert wurden. eingegliedert wurden. Im 19. Jahrhundert entstand in den Dörfern um Primkenau eine Raseneisensteingewinnung für die Eisengießerei und Verhüttung für die Eisenhämmer in Lauterbach und Langen. Diese Hüttenindustriegründung wurde von dem Freiherrn Seherr-Thoß begonnen und dann weiter vom Herzog von Schleswig-Holstein zur Friedrich Christianshütte, der Dorotheenhütte und der Henriettenhütte ausgebaut.
Am 15. August 1904 kam es durch Funkenflug einer Dampflokomotive zu dem Waldbrand im Primkenauer Forst, bei dem das Dorf Neuvorwerk und weitere Dörfer teilweise zerstört wurden.
In den Wirren der Kriegsfolgen und der Inflation kam es im April 1919 (800 aufständische Hüttenarbeiter) und am 19. und 20. Oktober 1923 zu einer „Lebensmitteldemonstration“. Die hungernden Arbeiter durchsuchten Bauerngehöfte in Klein Gläsersdorf und Petersdorf nach Essbaren. Der Bürgermeister wurde auf einem Stuhl stehend gezwungen die Internationale zu singen, durch massive Polizeigewalt aus Liegnitz wurde dieses Aufbegehren der Hüttenarbeiter niedergeschlagen.
Am 10. Februar 1945 wurde Primkenau von Truppen der Roten Armee erobert. Als Folge des Zweiten Weltkriegs fiel Primkenau 1945 mit dem größten Teil Schlesiens an Polen und wurde in Przemków umbenannt. Die deutsche Bevölkerung wurde, soweit sie nicht vorher geflohen war, weitgehend vertrieben. Wegen der Kriegszerstörungen, die es bei Kriegsende erlitten hatte, verlor Przemków zunächst das Stadtrecht. Nach dem Ausbau der Metallindustrie wurde es 1954 zur stadtartigen Siedlung und 1959 wieder zur Stadt erhoben.

## Gemeinde
Zur Stadt- und Landgemeinde Przemków mit einer Fläche von 108 km² gehören die Stadt selbst und zehn Dörfer mit Schulzenämtern.

## Sehenswürdigkeiten

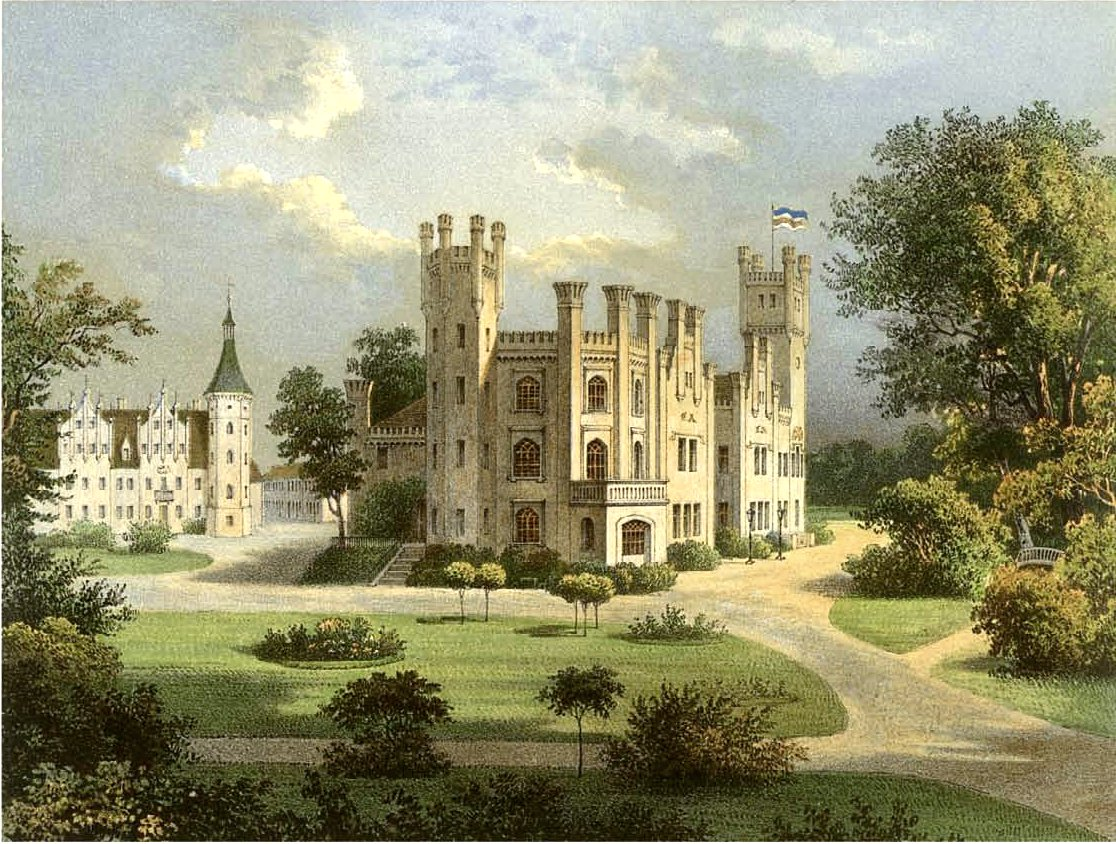
Schloss Primkenau um 1860, Sammlung Alexander Duncker

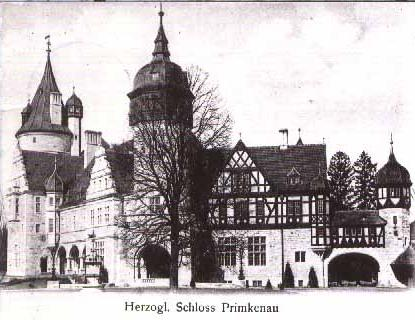
Schloss Primkenau, Ansicht des 1894 bis 1897 gebauten Herrenhauses von Primkenau

- Schloss Primkenau: Die Schlossansicht von 1860 zeigt das Vorgängerschloss im Tudorstil. Da es nicht die Anforderungen der nach Primkenau gezogenen Holsteiner Herzogsfamilie erfüllte, wurde es abgerissen. Dies diente auch als Arbeitsbeschaffung der Bevölkerung Primkenaus. Gemeinsam mit dem neuen Schloss wurde auch die Eisenhütte der Herzogsfamilie weiter ausgebaut. Im Park wurde noch ein kleines Gartenhaus für die landwirtschaftliche und gärtnerische Erziehung der Kinder des Herzogs aufgebaut. Zu Lehrzwecken wurde auch Kleinvieh gehalten. Das 1894/97 vom Hofbaumeister Ernst von Ihne errichtete Schloss ist bei Kriegsende 1945 ausgebrannt. Die Ruine wurde in den 1970er Jahren abgetragen.
- Die Pfarrkirche Mariä Himmelfahrt wurde erstmals 1418 erwähnt und nach einem Brand 1719 durch den Baumeister Johann Blasius Peintner wiederaufgebaut. Den Hauptaltar schuf nach 1750 der Bildhauer Christian Grunwald, das Hauptaltargemälde der Maler Franz Urculario. Die Seitenaltäre sowie die Kanzel und den Taufstein stammen vom Bildhauer Johann Christein Haberle.
- Die ehemals evangelische Kirche (jetzt Polnisch-Orthodoxe Kirche St. Michael) wurde 1744/46 errichtet und 1774/76 umgebaut. 1871 erfolgte eine Umgestaltung durch den Glogauer Baumeister Eckner. Die reich geschmückte Kanzel stammt aus der zweiten Hälfte des 18. Jahrhunderts.
- Wassermühlen: Lauterbach besaß 1728 eine Obermühle, eine Mittelmühle (Gühlen/Giehlermühle, vor 1969 abgebrochen) und die Niedermühle (Papiermühle an der Bahnstrecke). In Primkenau gab es die Georgenmühle, die 1794 dem Hüttenwerk weichen musste. Die mit Forellen besetzten Mühlteiche wurden im 19. Jahrhundert zur Wasserhaltung der drei Eisenwerke ausgebaut.

## Persönlichkeiten
- Siegismund Dittmar (1759–1834), Pädagoge, Meteorologe und Autor
- Louise Sophie Danneskiold-Samsøe (1796–1867), dänische Adlige und durch Heirat Herzogin von Schleswig-Holstein-Sonderburg-Augustenburg, starb auf Schloss Primkenau
- Christian August von Schleswig-Holstein-Sonderburg-Augustenburg (1798–1869), verstarb auf Schloss Primkenau
- Gustav Richter (1827–vor 1903), Kaufmann und Fabrikbesitzer, Reichstagsabgeordneter
- Friedrich Ferdinand (1855–1934), verstarb auf Schloss Primkau
- Auguste Viktoria von Schleswig-Holstein-Sonderburg-Augustenburg (1858–1921), letzte deutsche Kaiserin, verbrachte im Schloss in Primkenau einen Teil ihrer Jugend
- Ernst Günther von Schleswig-Holstein-Sonderburg-Augustenburg (1863–1921), verstarb auf Schloss Primkenau
- Albert von Schleswig-Holstein-Sonderburg-Augustenburg (1869–1931), verstarb auf Schloss Primkenau
- Feodora von Schleswig-Holstein-Sonderburg-Augustenburg (1874–1910), geboren auf Schloss Primkenau
- Andreas Wackwitz (1893–1979), evangelischer Geistlicher, Landespropst von Südwestafrika
- Willi Sander (1907–1995), Genossenschaftler, sozialdemokratischer Politiker und Ratsmitglied im Flensburger Stadtrat
- Marlis Gräfin vom Hagen (1911–2007), Politikerin (CDU), Bundestagsabgeordnete
- Marga Beck (* 1938), Politikerin (CDU), Mitglied des Brandenburgischen Landtags
- Igor Herbut (* 1990), Sänger, Songwriter und Komponist